# Мишино (Торопецкий район)
Мишино — деревня в Торопецком районе Тверской области. Относится к Скворцовскому сельскому поселению.

## История
На топографической карте Фёдора Шуберта 1870—1915 годов обозначена деревня Мишино. Имела 5 дворов.
В списке населённых мест Псковской губернии за 1885 год значится деревня Мишино (№ 13436). Плотиченская волость Торопецкого уезда. 3 двора, 27 жителей.
На карте РККА 1923—1941 годов обозначена деревня Мишино. Имела 10 дворов.

## География
Деревня расположена в 28 километрах к юго-западу от города Торопец. Ближайший населённый пункт — деревня Немково.
Климат
Деревня, как и весь район, относится к умеренному поясу северного полушария и находится в области переходного климата от океанического к материковому. Лето с температурным режимом +15…+20 °С (днём +20…+25 °С), зима умеренно-морозная −10…−15 °С; при вторжении арктических воздушных масс до −30…−40 °С.
Среднегодовая скорость ветра 3,5—4,2 метра в секунду.

## Население
| 2010 |
| ---- |
| 1    |

Население по переписи 2002 года — 3 человека.
Национальный состав
Согласно результатам переписи 2002 года, в национальной структуре населения русские составляли 100 % от жителей.